# Triadodaphne
Triadodaphne é um género botânico pertencente à família Lauraceae.

## ESpécies
- Triadodaphne myristicoides Kosterm.
- Triadodaphne pachytepala
- Triadodaphne inaequitepala